# Vlag van Zoersel
De vlag van Zoersel werd door de gemeenteraad op 24 maart 1988 en nogmaals op 23 februari 1989 officieel vastgesteld als de gemeentelijke vlag van de Antwerpse gemeente Zoersel. Op 9 mei 1989 werd hij door het Bestuur van Vlaanderen bevestigd en uiteindelijk gepubliceerd op 8 november 1989 in het officiële Belgisch Staatsblad.
Officieel wordt de vlag beschreven als:
Geel met een rode keper, vergezeld van drie leeuwen van hetzelfde
De kleuren van de vlag en de leeuwen komt uit het voormalige wapen van Zoersel, terwijl de keper uit het voormalige wapen van Halle komt.

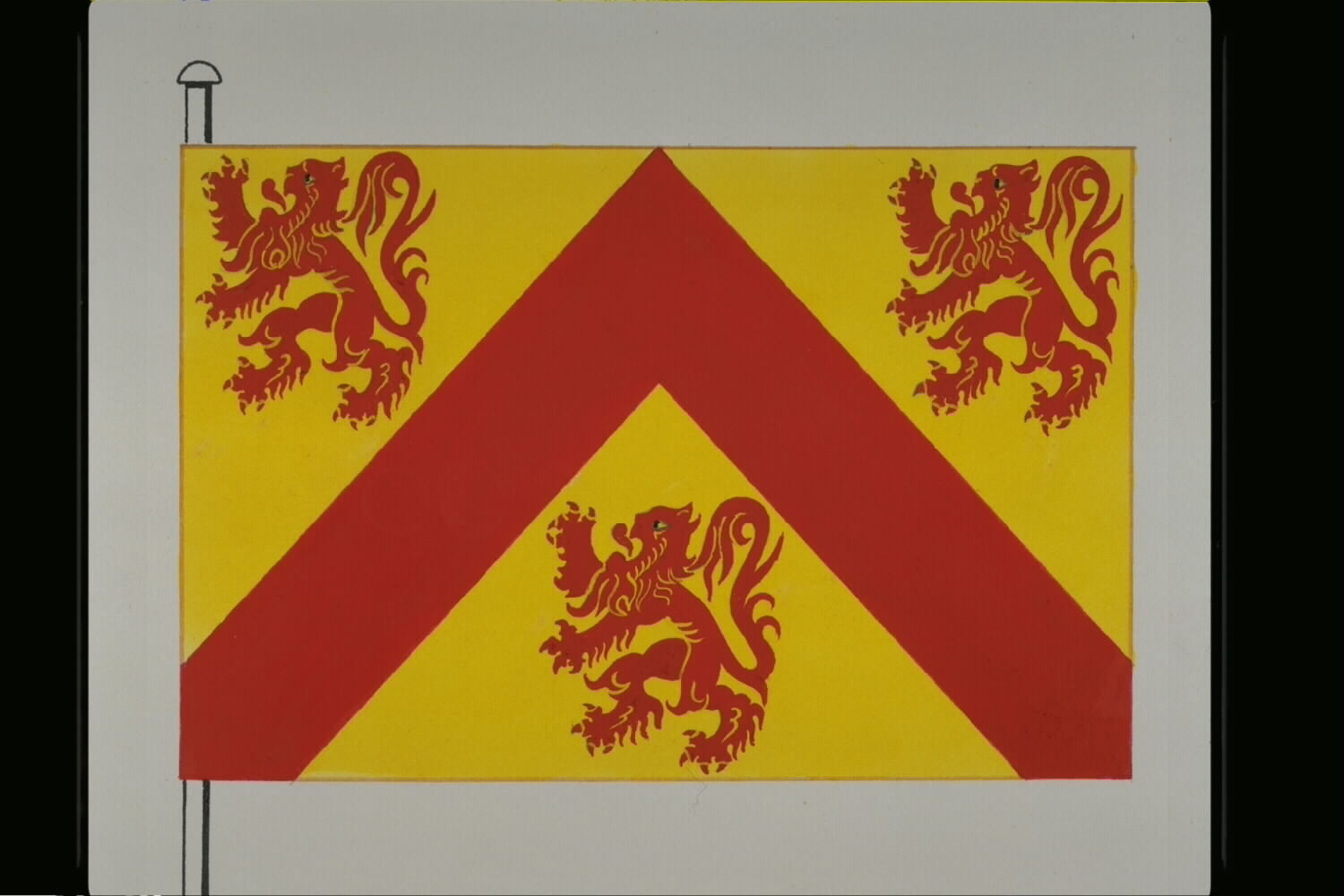
Officiële tekening van de vlag
Het oude wapen van Zoersel (1913-1989).
Het wapen van Halle.